# Doyet
Doyet est une commune française, située dans le département de l'Allier en région Auvergne-Rhône-Alpes.
Ses habitants sont appelés les Doyetois et les Doyetoises.

## Géographie

### Localisation
Doyet est située au sud-ouest du département de l'Allier, à 14,8 km à l'est de Montluçon et à 48,5 km au sud-ouest de la préfecture Moulins à vol d'oiseau.
Sept communes sont limitrophes :
|                      | Deneuille-les-Mines | Villefranche-d'Allier |
| Chamblet Saint-Angel | Doyet               | Bézenet               |
| Malicorne            |                     | Montvicq              |

### Climat
Pour des articles plus généraux, voir Climat d'Auvergne-Rhône-Alpes et Climat de l'Allier.
En 2010, le climat de la commune est de type climat océanique dégradé des plaines du Centre et du Nord, selon une étude du CNRS s'appuyant sur une série de données couvrant la période 1971-2000. En 2020, Météo-France publie une typologie des climats de la France métropolitaine dans laquelle la commune est dans une zone de transition entre le climat océanique altéré et le climat de montagne ou de marges de montagne et est dans la région climatique Ouest et nord-ouest du Massif Central, caractérisée par une pluviométrie annuelle de 900 à 1 500 mm, maximale en automne et en hiver.
Pour la période 1971-2000, la température annuelle moyenne est de 10,7 °C, avec une amplitude thermique annuelle de 15,5 °C. Le cumul annuel moyen de précipitations est de 782 mm, avec 10,6 jours de précipitations en janvier et 6,8 jours en juillet. Pour la période 1991-2020, la température moyenne annuelle observée sur la station météorologique de Météo-France la plus proche, sur la commune de Durdat-Larequille à 12 km à vol d'oiseau, est de 11,0 °C et le cumul annuel moyen de précipitations est de 879,1 mm,. Pour l'avenir, les paramètres climatiques de la commune estimés pour 2050 selon différents scénarios d'émission de gaz à effet de serre sont consultables sur un site dédié publié par Météo-France en novembre 2022.

## Urbanisme

### Typologie
Au 1er janvier 2024, Doyet est catégorisée commune rurale à habitat dispersé, selon la nouvelle grille communale de densité à 7 niveaux définie par l'Insee en 2022.
Elle est située hors unité urbaine. Par ailleurs la commune fait partie de l'aire d'attraction de Montluçon, dont elle est une commune de la couronne,. Cette aire, qui regroupe 58 communes, est catégorisée dans les aires de 50 000 à moins de 200 000 habitants,.

### Occupation des sols

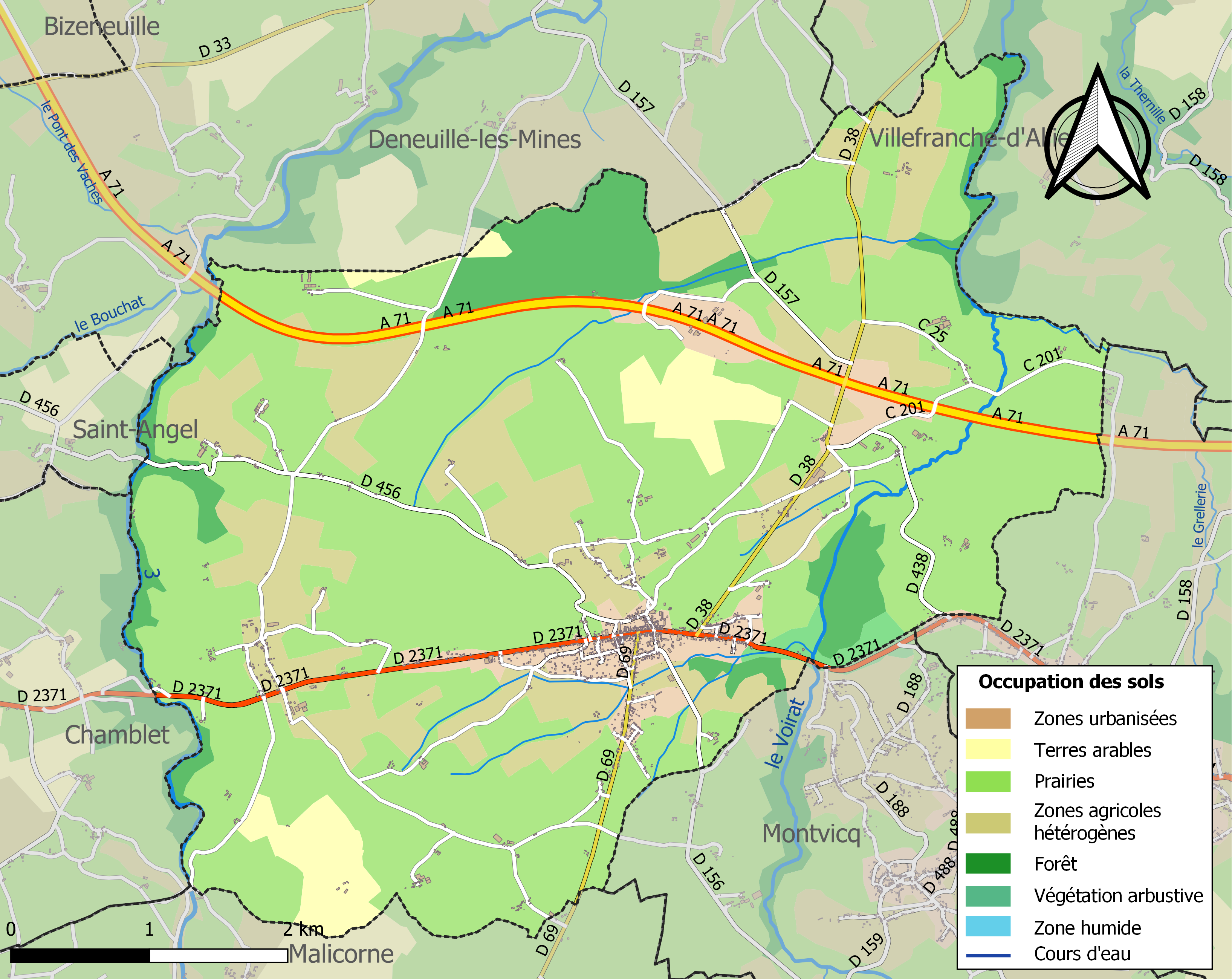
Carte des infrastructures et de l'occupation des sols de la commune en 2018 (CLC).

L'occupation des sols de la commune, telle qu'elle ressort de la base de données européenne d’occupation biophysique des sols Corine Land Cover (CLC), est marquée par l'importance des territoires agricoles (86 % en 2018), une proportion sensiblement équivalente à celle de 1990 (86,3 %). La répartition détaillée en 2018 est la suivante : prairies (62,6 %), zones agricoles hétérogènes (19,2 %), forêts (7,9 %), terres arables (4,2 %), zones urbanisées (3,1 %), zones industrielles ou commerciales et réseaux de communication (2,2 %), milieux à végétation arbustive et/ou herbacée (0,8 %).
L'IGN met par ailleurs à disposition un outil en ligne permettant de comparer l’évolution dans le temps de l’occupation des sols de la commune (ou de territoires à des échelles différentes). Plusieurs époques sont accessibles sous forme de cartes ou photos aériennes : la carte de Cassini (XVIIIe siècle), la carte d'état-major (1820-1866) et la période actuelle (1950 à aujourd'hui).

### Voies de communication et transports
La commune est traversée par la route départementale 2371, ancienne route nationale 145 puis route nationale 371 reliant Montluçon, à l'ouest, à Bézenet et Montmarault, à l'est.
L'autoroute A71 passe sur le territoire de la commune. Une aire de service y est implantée, l'aire de Saulzet, du nom du bois à proximité.
Le territoire communal est également desservi par les routes départementales 38, reliant Doyet à Villefranche-d'Allier ; 69, vers Commentry ; 156, vers Montvicq ; et 456, vers Saint-Angel.

## Toponymie
Dolhet en bourbonnais du Croissant. La commune fait partie, en effet, du Croissant, zone de transition entre occitan et langue d'oïl.

## Histoire

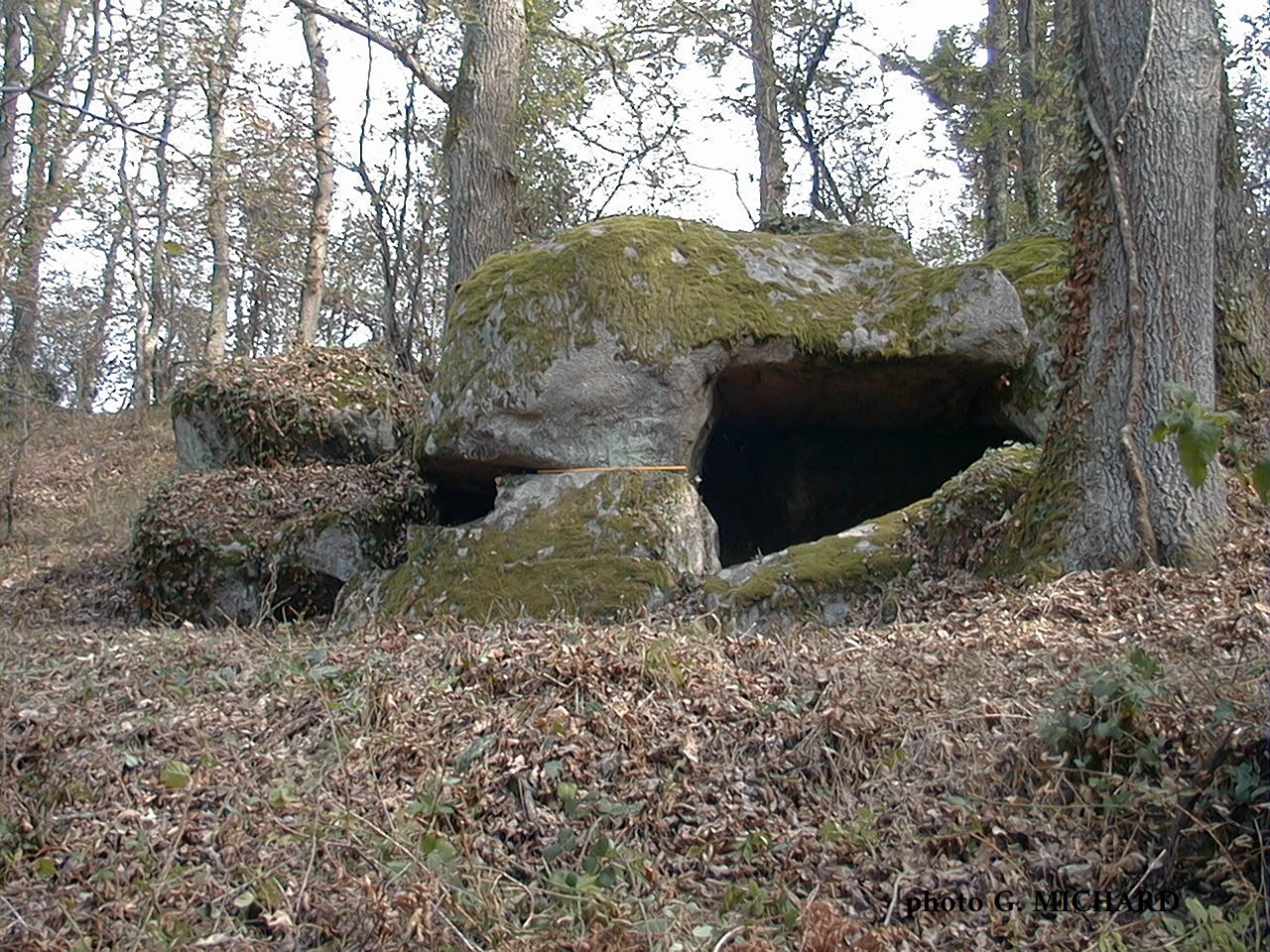
Dolmen de la cabane du Loup.

Le dolmen de la Cabane du Loup atteste la présence humaine dans cette région à la période néolithique.
De même, des tuiles gallo-romaines et des tessons de poterie, mis au jour dans les champs de la commune, démontrent la présence d’habitations aux premiers siècles de notre ère.
Le premier texte officiel connu faisant mention de Doyet sous la forme Doyaco remonte au XIe siècle, probablement entre 1084 et 1093, sur « un parchemin scellé de deux sceaux en cire jaune ». Une copie de ce parchemin, faite le 11 février 1609 pour le chapitre de Saint-Ursin de Bourges et déposée comme justificatif parmi les pièces d’un procès intitulé « Doyet : procès pour la possession de la cure » en a été retrouvée. Sur ce parchemin, rédigé en latin, Richard II, archevêque de Bourges, donne au chapitre de Saint-Ursin l’ecclesia de Doyaco, c’est-à-dire l’église de Doyet, don renouvelé en 1095 sur un autre parchemin, et qui incluait également les paroisses voisines de Neuville, Tortezais, Saint-Priest, Jonzais et Deneuille.
L’origine du nom Doyaco, qui s’est plus tard écrit Douyet, reste incertaine : il pourrait s’agir du nom d’un gallo-romain (Doïus), d'un toponyme évoquant des lieux humides ou bien encore d'une évolution de villa de Olii, du nom de la rivière l’Œil qui borne la commune sur sa partie ouest, devenant villa d’Oliaco puis Doyaco, Doyat et finalement Doyet.
Au Moyen Âge, Doyet compte de nombreuses seigneuries dont la notoriété des familles y résidant l’inscrit dans l’histoire :
- le château de la Chassignole, situé discrètement à l’intérieur d’un parc enclos dans le bourg à proximité de l’église, existe déjà au XVIe siècle, quand il est apporté en dot par Françoise d’Hérisson à son époux Louis de Courtais vers 1575. Ce château, très apprécié à la belle saison par les de Courtais, était délaissé l’hiver pour leur maison de Montluçon, l’hôtel de Courtais rue Notre-Dame, devenu aujourd’hui le musée des Musiques Populaires de Montluçon ;

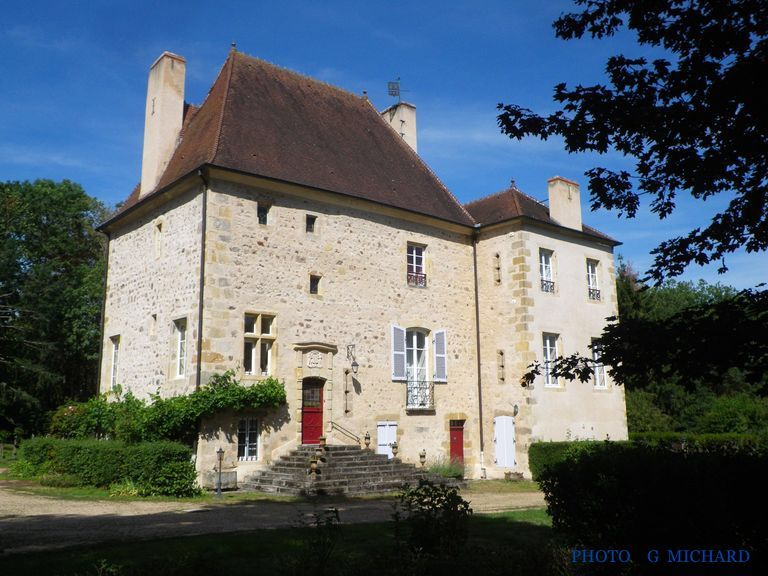
Château de la Chassignole.

- le donjon de la Souche, classé monument historique (XIIIe – XVe siècles), érigé à flanc de coteau à l'est de la commune, reste le seul vestige du château fort d’origine. La maison de la Souche, très ancienne était considérée comme l’une des trente-deux plus mémorables du duché du Bourbonnais[19]. La dernière de la Souche à y habiter est Ysabel de La Souche (1604-1667). Son mariage en 1620 avec le chevalier Gilbert de Courtais (1578-1645) fait se réunir en une seule propriété les domaines de la Souche et ceux de la Chassignole[19] ;

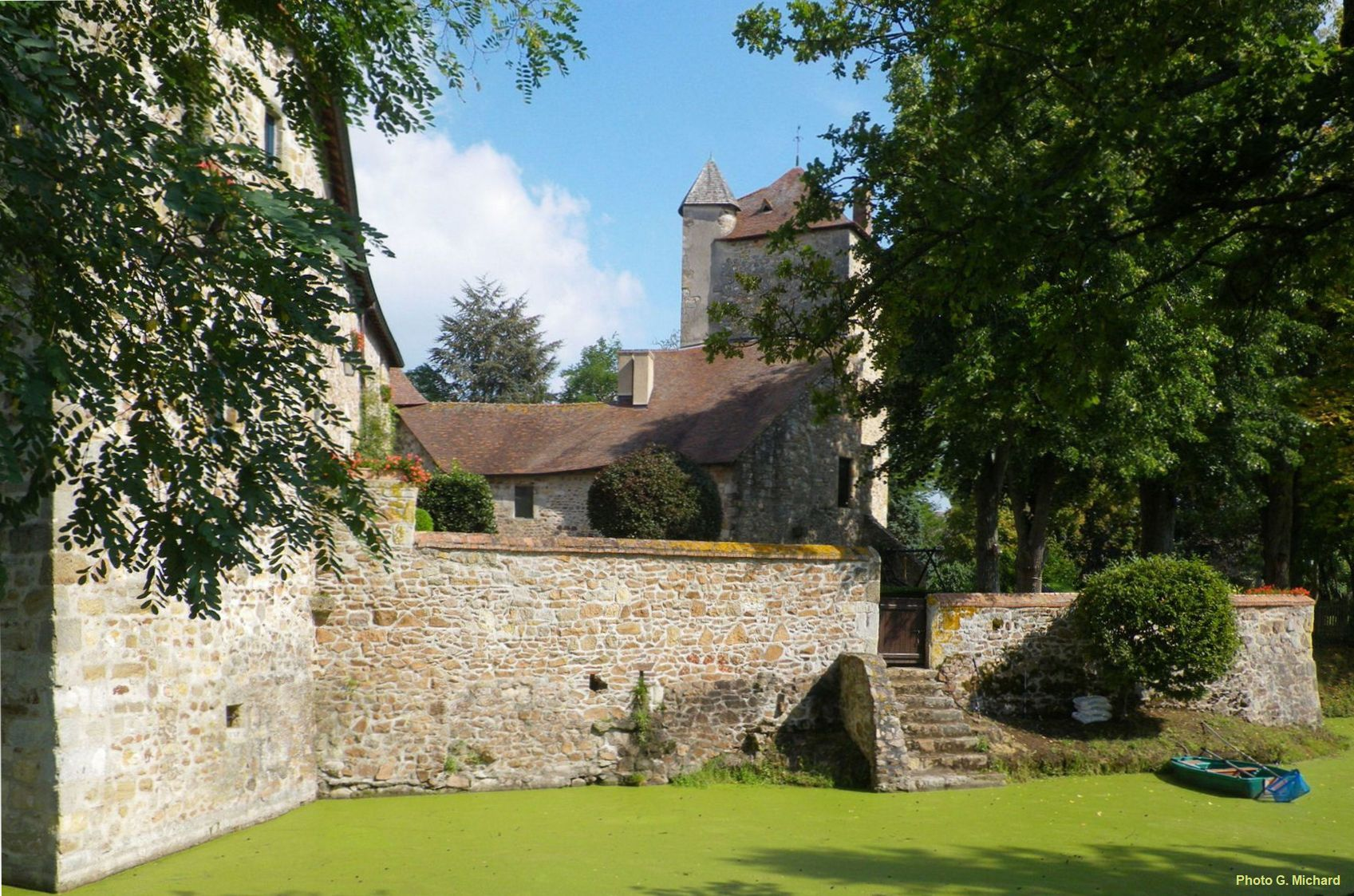
Château de Bord.

- le château fort de Bord, bâti sur un plateau à l’ouest de la commune, s’est également appelé Bord-Peschin à la suite de l’alliance entre la famille du Bertrand, premier seigneur des lieux et la maison du Peschin, en la châtellenie de Moulins[20]. Alors qu'il menaçait ruine, il a été restauré à partir de 1978, ainsi que la chapelle qui avait été édifiée à l’extérieur des murs de l’enceinte du château ;

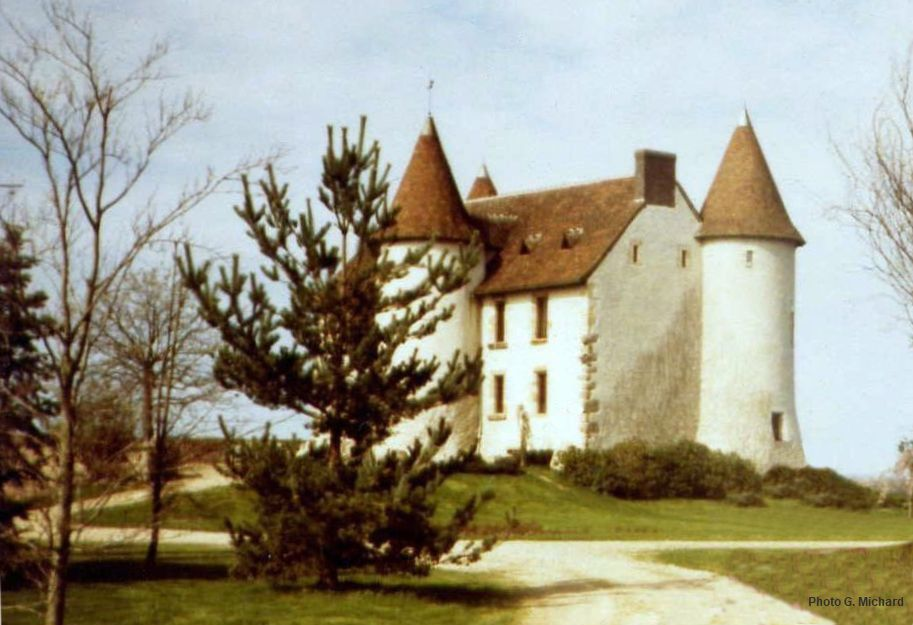
Château d'Ancinay.

- le château d’Ancinay, au sud-ouest de la commune, proche de celle de Malicorne, est cité comme fief de plusieurs seigneurs : Raophet vers 1300, Philippe vers 1343, Pierre vers 1375, Jean vers 1399. Il en est fait mention en 1569 par Nicolas de Nicolaï dans la description du Bourbonnais[21]. Peu à peu délaissé par ses seigneurs, le bâtiment actuel (probablement reconstruit sur les ruines du château originel) a été successivement occupé par des fermiers exploitant la propriété d’Ancinay puis vendu en 1963 au pépiniériste Georges Delbard qui l’a restauré avec soin.
- Une autre seigneurie est parfois évoquée, celles des Chièzes, ou des Chaises, ou du Chezaud. D'autres fiefs encore existaient : la Ville, les Cloux[22], mais il n'en reste essentiellement que les noms des lieux-dits où elles se situaient.

On trouve également la trace de deux mottes, une au lieu-dit « le Soudan » et une autre aux Barres.
À la Révolution, Doyet est érigé en chef-lieu de canton du district de Montmarault et le restera jusqu’en l’an IX.
L’ère industrielle voit le développement de l’extraction de la houille à Doyet sur un site déjà exploité depuis des temps reculés, initialement à ciel ouvert grâce à un gisement à fleur de surface. La mine, concédée à Amable de Courtais par ordonnance royale du 19 décembre 1827, est ensuite vendue à la compagnie « Châtillon-Commentry » et atteint son apogée entre 1859 et 1882, employant de 700 à 800 ouvriers et produisant jusqu’à 120 000 tonnes de charbon par an. La construction d’une ligne de chemin de fer en 1859 permet son transport jusqu’aux villes de Commentry, Montluçon, Vierzon, Tronçais pour alimenter les forges de la compagnie. L’accroissement de la population qui découle de cette forte activité fait aussi exploser les effectifs scolaires. L’école de garçons construite en 1865 se révèle rapidement top petite : un rapport de l’Inspecteur d’Académie venu visiter les lieux en 1875 décrit « 159 élèves entassés dans une classe de 60 mètres carrés et sous la direction d’un seul maître ». Cette exiguïté va s'aggravant, d’autant qu’un cours complémentaire est créé. Le conseil municipal décide alors en 1887 la construction d’une nouvelle école de garçons « bien installée, pouvant servir pour cours primaire et cours supérieur » sur un terrain attenant à l’école existante, donné par la famille de Courtais L’école est inaugurée en avril 1892. Un bâtiment dédié à l'éducation des filles est également construit, sur un emplacement donné par la veuve du général de Courtais, et dont la réception finale a lieu en 1881.

## Politique et administration
| Période                                  | Période                    | Identité                         | Étiquette | Qualité                                                     |
| ---------------------------------------- | -------------------------- | -------------------------------- | --------- | ----------------------------------------------------------- |
| Les données manquantes sont à compléter. |                            |                                  |           |                                                             |
| 1770                                     | 1783                       | Mathonat (syndic)                |           |                                                             |
| 1783                                     | 1787                       | Merlin (syndic)                  |           |                                                             |
| 1787                                     | 1790                       | Déchery (consul)                 |           |                                                             |
| 1790                                     | 1793                       | Déchery (maire)                  |           |                                                             |
| 1793                                     | An VIII                    | Jardoux                          |           |                                                             |
| An VIII                                  | An IX                      | Merlin                           |           |                                                             |
| An IX                                    | 1806                       | Brunat                           |           |                                                             |
| 1806                                     | 1808                       | Gomichon                         |           |                                                             |
| 1808                                     | 1812                       | Gilbert Aucopt                   |           |                                                             |
| 1812                                     | 1821                       | Charles Lebel de Bellechassaigne |           |                                                             |
| 1821                                     | 1826                       | Antoine Musset                   |           |                                                             |
| 1826                                     | 1830                       | Gilbert Aucopt                   |           |                                                             |
| 1830                                     | 1848                       | Henri de Courtais                |           | général                                                     |
| 1848                                     | 1852                       | Pierre Paturet                   |           |                                                             |
| 1852                                     | 1857                       | Philippe Panien                  |           |                                                             |
| 1857                                     | 1865                       | Gilbert Michard                  |           |                                                             |
| 1865                                     | 1870                       | Henri Bravard                    |           |                                                             |
| 1870                                     | 1871                       | Henri de Courtais                |           |                                                             |
| 1871                                     | 1876                       | Henri Bravard                    |           |                                                             |
| 1876                                     | 1878                       | Henri de Courtais                |           |                                                             |
| 1878                                     | 1881                       | Thomas Michard                   |           |                                                             |
| 1881                                     | 1884                       | Claude Fondard                   |           |                                                             |
| 1884                                     | 1900                       | Vital Peron                      |           |                                                             |
| 1900                                     | 1909                       | Antoine Mounin                   |           |                                                             |
| 1909                                     | 1914                       | Pierre Raphaël                   |           |                                                             |
| 1914                                     | 1919                       | Hippolyte Bourseau               |           |                                                             |
| 1919                                     | 1935                       | Gilbert Charlet                  |           |                                                             |
| 1935                                     | 1971                       | Armand Deschery                  |           | mineur                                                      |
| mars 1971                                | mars 1989                  | Robert Guillemard                |           | boucher charcutier                                          |
| mars 1989                                | mars 1991                  | André Charvillat                 |           | électricien                                                 |
| mars 1991                                | mars 2008                  | Jean Tabarant                    |           |                                                             |
| mars 2008                                | mars 2014                  | Jean-Marc Jeuge                  |           |                                                             |
| mars 2014                                | En cours (au 11 juin 2020) | Christiane Touzeau               | SE-DVD    | Retraitée Conseillère départementale du canton de Commentry |

## Population et société

### Démographie
L'évolution du nombre d'habitants est connue à travers les recensements de la population effectués dans la commune depuis 1793. Pour les communes de moins de 10 000 habitants, une enquête de recensement portant sur toute la population est réalisée tous les cinq ans, les populations de référence des années intermédiaires étant quant à elles estimées par interpolation ou extrapolation. Pour la commune, le premier recensement exhaustif entrant dans le cadre du nouveau dispositif a été réalisé en 2007.

En 2022, la commune comptait 1 129 habitants, en évolution de −5,36 % par rapport à 2016 (Allier : −1,38 %, France hors Mayotte : +2,11 %).
| 1793 | 1800 | 1806 | 1821 | 1831 | 1836 | 1841 | 1846  | 1851  |
| ---- | ---- | ---- | ---- | ---- | ---- | ---- | ----- | ----- |
| 711  | 625  | 703  | 823  | 862  | 887  | 979  | 1 318 | 1 375 |

| 1856  | 1861  | 1866  | 1872  | 1876  | 1881  | 1886  | 1891  | 1896  |
| ----- | ----- | ----- | ----- | ----- | ----- | ----- | ----- | ----- |
| 2 172 | 2 162 | 2 730 | 2 941 | 3 270 | 3 444 | 3 323 | 3 425 | 3 524 |

| 1901  | 1906  | 1911  | 1921  | 1926  | 1931  | 1936  | 1946  | 1954  |
| ----- | ----- | ----- | ----- | ----- | ----- | ----- | ----- | ----- |
| 3 320 | 3 152 | 2 360 | 1 786 | 1 676 | 1 551 | 1 503 | 1 455 | 1 461 |

| 1962  | 1968  | 1975  | 1982  | 1990  | 1999  | 2006  | 2007  | 2012  |
| ----- | ----- | ----- | ----- | ----- | ----- | ----- | ----- | ----- |
| 1 426 | 1 404 | 1 278 | 1 191 | 1 203 | 1 164 | 1 221 | 1 224 | 1 237 |

| 2017  | 2022  | - | - | - | - | - | - | - |
| ----- | ----- | - | - | - | - | - | - | - |
| 1 183 | 1 129 | - | - | - | - | - | - | - |

### Enseignement
Doyet dépend de l'académie de Clermont-Ferrand. Elle gère l'école élémentaire publique Lamartine.
Le collège Ferdinand-Dubreuil est implanté sur la commune. Il est à ce jour le dernier collège communal de France[réf. nécessaire].

## Économie
La fabrication de tuiles est une activité importante à Doyet au moins depuis le milieu du XIXe siècle. Doyet a donné son nom à une tuile plate traditionnelle en Bourbonnais. Aujourd'hui la Française des tuiles et briques continue cette tradition en produisant des tuiles plates principalement destinées à l'entretien du patrimoine. Elle emploie une trentaine de personnes. Elle est entrée en 2010 dans le groupe Imerys à travers Imerys Toiture ; fin 2018, Imerys Toiture est sorti du groupe Imerys et a pris le nom d'Edilians.

## Culture locale et patrimoine

### Lieux et monuments
- L'église Saint-Pierre, néo-romane, construite entre 1875 et 1879 et affectée au culte le 23 décembre 1877.
- La statue du général de Courtais, député de l'Allier (1842-1849), autrefois sur la place du village, placée aujourd'hui auprès du mausolée où repose le général, dans l'enceinte de l'ancien cimetière.
- Le pont et moulin de Bord.
- Les étangs de la Gare, de la Planche, du Prériant, de Saulzet, de la Ville.
- Le château de la Souche, édifié entre les XIIIe et XVe siècles[36]. Le château, cité en 1359, se compose d'un donjon rectangulaire flanqué d'une tourelle carrée d'escalier débordant en guette interrompant un couronnement sur mâchicoulis[37].
- Le château d'Ancinet (ou d'Ancinay), à trois kilomètres au sud-ouest du bourg, au-dessus de la vallée de l'Œil. Le château, qui a beaucoup souffert après la Révolution, a été restauré depuis son achat en 1963 par le pépiniériste Georges Delbard. Il comporte un logis principal, flanqué de deux tours d'angle rondes ; une tour d'escalier est accolée à la façade méridionale[36].
- Le château de Bord, édifié entre les XIIIe et XIVe siècles à trois kilomètres à l'ouest du bourg. Entouré de douves en eau, il comporte un corps de logis sur trois niveaux avec salle des gardes voutée en rez-de-chaussée et cheminée médiévale, ainsi que des cheminées monumentales au premier étage. Une tour se dresse au-dessus du pont-levis et la tour principale comporte des salles aux plafonds en ogives cintrées, décorées de fresques murales. Four à pain.
- Le château de La Chassignolle.
- Gare de Doyet-La Presle (gare fermée).

### Personnalités liées à la commune
- Amable de Courtais (1790-1877), général, député, conseiller général et président du conseil général de l'Allier, mort à Doyet.
- Alexandre Caillot (1861-1957), évêque de Grenoble (1917-1957).
- Ferdinand Dubreuil (1894-1972), peintre et graveur sur bois, né à Doyet (les Marceaux). Le collège de Doyet porte son nom et plusieurs de ses œuvres ornent la mairie.
- Louis Michard (1914-1945), résistant, Compagnon de la Libération mort pour la France à Grussenheim, a vécu et est inhumé à Doyet.